# Maluku-szigetek
A Maluku-szigetek (másként Molukka-szigetek, Molukkák, régebben Fűszer-szigetek) Indonéziához tartozó, mintegy ezer kisebb-nagyobb szigetből álló szigetcsoport a Fülöp-szigetektől délre.

## Természetföldrajzi helyzetük
A szigetek a Csendes-óceán résztengereiből:
- a Molukka-tengerből,
- az Arafura-tengerből,
- a Seram-tengerből és
- a Banda-tengerből

emelkednek ki.
Voltaképpen nem egy szigetcsoportról van szó: a „Maluku-szigetek” név az Új-Guinea és a Szunda-szigetek közötti szigetek összefoglaló neve. Földrajzilag három csoportra oszthatók: északi, középső és délkeleti Maluku-szigetekre.
Az északi szigetek közül a fontosabbak:
- Halmahera 17 780 km²,
- Morotai,
- Ternate,
- Tidore,
- Bacan-szigetek,
- Sula-szigetek.

A középső szigetek közül a fontosabbak:
- Ambon,
- Seram 17 141 km²,
- Buru 9505 km²,
- Banda-szigetek,
- Gorong-szigetek,
- Watulebe-szigetek,
- Lusipara-szigetek.

A délkeleti szigetek közül a fontosabbak:
- Wetar,
- Gurung Api,
- Damar,
- Babar,
- Leti-szigetek,
- Sermat-szigetek,
- Tanimbar-szigetek,
- Kai-szigetek,
- Aru-szigetek.

A szigetek összesített területe 74 504 km² (Világjárók), illetve 74 505 km² (MNL).

## Földtani felépítésük
A szigetek többsége vulkáni eredetű; legtöbbjüket atoll környezi. Ternate aktív vulkánja 1651 m magas, Banda szigetén a 656 m-es Gunung Api vulkán („Tűz-hegy”) ugyancsak aktív. Az Aru-szigetek (Kapulanan Aru) felszíne sík, mocsaras.

## Éghajlatuk
Éghajlatuk nedves trópusi:
- az évi középhőmérséklet 25–27 °C,
- az évi csapadék 2000–4000 mm,
- a relatív páratartalom többnyire 80% fölötti.

## Növényzetük
A szigetek természetes növényzete trópusi esőerdő. Gyakoriak az illóolajokat tartalmazó fák; ezekről kapták a régebben használatos Fűszer-szigetek nevet. Az esőerdő domináns fái a különféle vasfák, fenyőfélék, rododendronok és eukaliptuszok — főleg örökzöldek. Foltokban tűnik fel a nyílt szavanna, a tengerparton pedig általános a mangroveerdő. Az esőerdőt a szigetek nagy részén kivágták, hogy megműveljék a földet.

## Állatviláguk
A szigetek állatvilága az orientális és ausztráliai faunaterülethez tartozik a két faunaterület határsávjában a Wallace-vonaltól keletre. Sok a bennszülött faj.
A legjellemzőbb madarak:
- mézevőfélék (Meliphagidae)
- szélesfarkú jégmadár
- malukui kakadu (Cacatua moluccensis)
- fehérbóbitás kakadu (Cacatua alba)
- kétszínű gyümölcsgalamb (Ducula bicolor) (Seram szigetén)
- feketefejű lóri (Lorius domicella)
- szivárványlóri (Trichoglossus haematodus)

Jellemző emlősök:
- babirussza (Babyrousa babyrussa)

## Lakosságuk, közigazgatásuk
A szigeteket Indonézia közigazgatása két tartományra osztja:
- Maluku (székhelye Ambon) és
- Észak-Maluku (székhelye Ternate).

A két tartomány együttes lakossága 1 814 500 fő (Világjárók), illetve 2 094 700 fő (Terebess, 1995-ből), 212 000 fő (MNL, 1997-ből). Az őslakosság maláj és melanéz népelemek keveredéséből alakult ki. A sok bennszülött-európai vegyes házasság eredményeként az etnikum erősen kevert jellegű.
Indonézia egyéb részeitől eltérően a lakosság közel fele keresztény vallások híve:
- 38% protestáns,
- 6% római katolikus.

Az erős vallási megosztottság ellenére a szigeteket hagyományosan a békés vallási együttélés mintaképének tekintették. 1999-2001 között azonban véres konfliktus dúlt a muszlimok és keresztények között.
A szigetek belsejében többhelyütt fennmaradtak a természeti vallások.

## Történetük
A szigeteket a 10. században kezdték el rendszeresen felkeresni az arab kereskedők. Ők terjesztették el az iszlám vallást, és ezután a szigeteken, illetve kisebb csoportjaikon több muszlim szultánság is alakult.
Az európaiak közül először a portugálok alapítottak telepeket:
- 1511, Ambon szigetén,
- 1512, Halmahera szigetén,
- 1522, Ternate szigetén.

A portugálokat a spanyol-portugál perszonálunió idején, a 17. század elején kiszorította a Holland Kelet-indiai Társaság (VOC):
- Ambon 1608,
- Buru 1622,
- Halmahera, 1653.

Utolsóként Tidore sziget szultánja ismerte el a holland fennhatóságot 1667-ben.
Ezután a szigetcsoport a második világháborúig Holland Kelet-India része volt; a kereskedelem és a szigetek gazdasági jelentősége a 18. század végén lehanyatlott.
A britek két rövidebb időszakra:
- 1796–1802,
- 1810–1817

gyarmatosították a régiót.
A japánok 1942-ben szállták meg. 1950-ben Ambon és Seram bennszülött lakossága az indonéz függetlenségi háború sikerét kiaknázva megpróbált függetlenedni, és kikiáltották a Dél-Malukui Köztársaságot, de a törpeállamot Indonézia nem ismerte el, és hamarosan bekebelezte.

## Gazdaságuk
A vulkáni kőzetek málladékából képződött talaj termékeny; a gazdaság vezető ágazata a mezőgazdaság és a halászat. A fontosabb exportcikkek:
- fa;
- fűszerek:
  - szegfűszeg,
  - szerecsendió,
  - bors,
  - fahéj;
- hal;
- kopra.

Kevésbé jelentős:
- rizs,
- szágó,
- dohány,
- erdei gyanták,
- vasfa,
- rotáng (rattan),
- kávé.

Bányászat:
- nikkel,
- kőolaj.

## További információ
- Indonézia térképe